# Jaume Costa i Bosch
Jaume Costa i Bosch (Castelló de Rugat 1905 - Massalfassar 1988), conegut com el Mestret de Massalfassar fou un gran jugador de pilota valenciana en les modalitats de trinquet i de carrer, i practicà totes les modalitats a primers del segle xx, sent un excel·lent mitger.
Va nàixer a Castelló de Rugat on son pare exercia de mestre, per a passar posteriorment la família a viure a Benissanó, bressol de grans pilotaris, i allà es va iniciar en el trinquet. Va vestir-se de blanc, el 18 d'abril de 1921, amb 15 anys, al Trinquet de Pelayo de València, guanyant, quan el regentava Quiquet el Tramusser. A partir d'esta data les partides al trinquet eren freqüents, amb 2 o 3 per setmanes, amb jugadors de segona i de primera.
L'any 1923 son pare, també anomenat Jaume el Mestret, el van destinar a Massalfassar i allà va començar a destacar en el joc de carrer, jugant en aquella època amb jugadors de renom com Xiquet de Llanera, Carabiner de Calp, Joaquim de Vilallonga, Joaquinet d'Albalat, Ramonet el Pesaor, El Gualo, El Xai, Patilla d'Alaquàs, etc.
El 1927 va disputar la seua millor partida de galotxa, a les festes de Carlet, on els del Genovés havien publicat a la premsa que desafiaven als que volgueren, allà es trobaren a 3 del Genovés i al Xiquet de Llanera, i jugaren una partida a pujar i baixar durant dos dies, tres hores i mitja cada dia, que guanyaren per 20 punts.
Amb el Xiquet de Ranera va compartir molts cartells, en una relació interminable de partides i desafiaments en les que jugà al llarg de la seua curta vida esportiva. Es retirà l'any 1931, molt jove, en ser destinat com a mestre nacional a un poble de Lleó, i des d'aleshores sols jugava en vacances i algunes partides esporàdiques al trinquet de Sagunt. El 1979 es va jubilar després de quaranta anys de dedicació al magisteri, tasca que el va obligar a deixar la pilota.
El 10 d'agost de 1981, dia de Sant Llorenç, patró de Massalfassar, el Club de Pelotaris de Massalfassar li va retre un homenatge jugant-se una partida en la modalitat de galotxa entre els equips de Foios i Massalfassar, on Patilla d'Alaquàs el va considerar junt a Juliet com la glòria més gran que ha tingut la pilota valenciana.

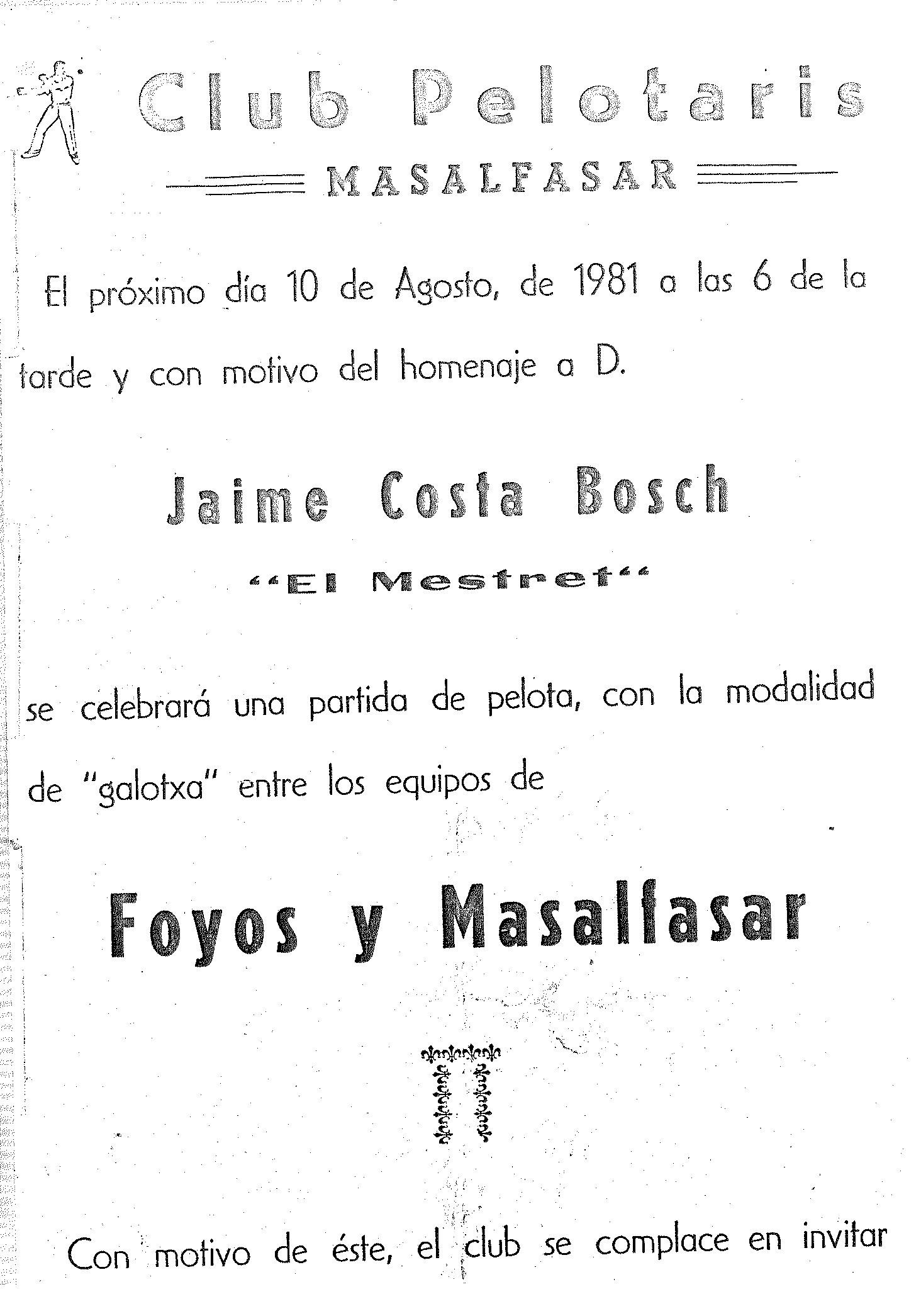
Cartell homenatge al Mestret
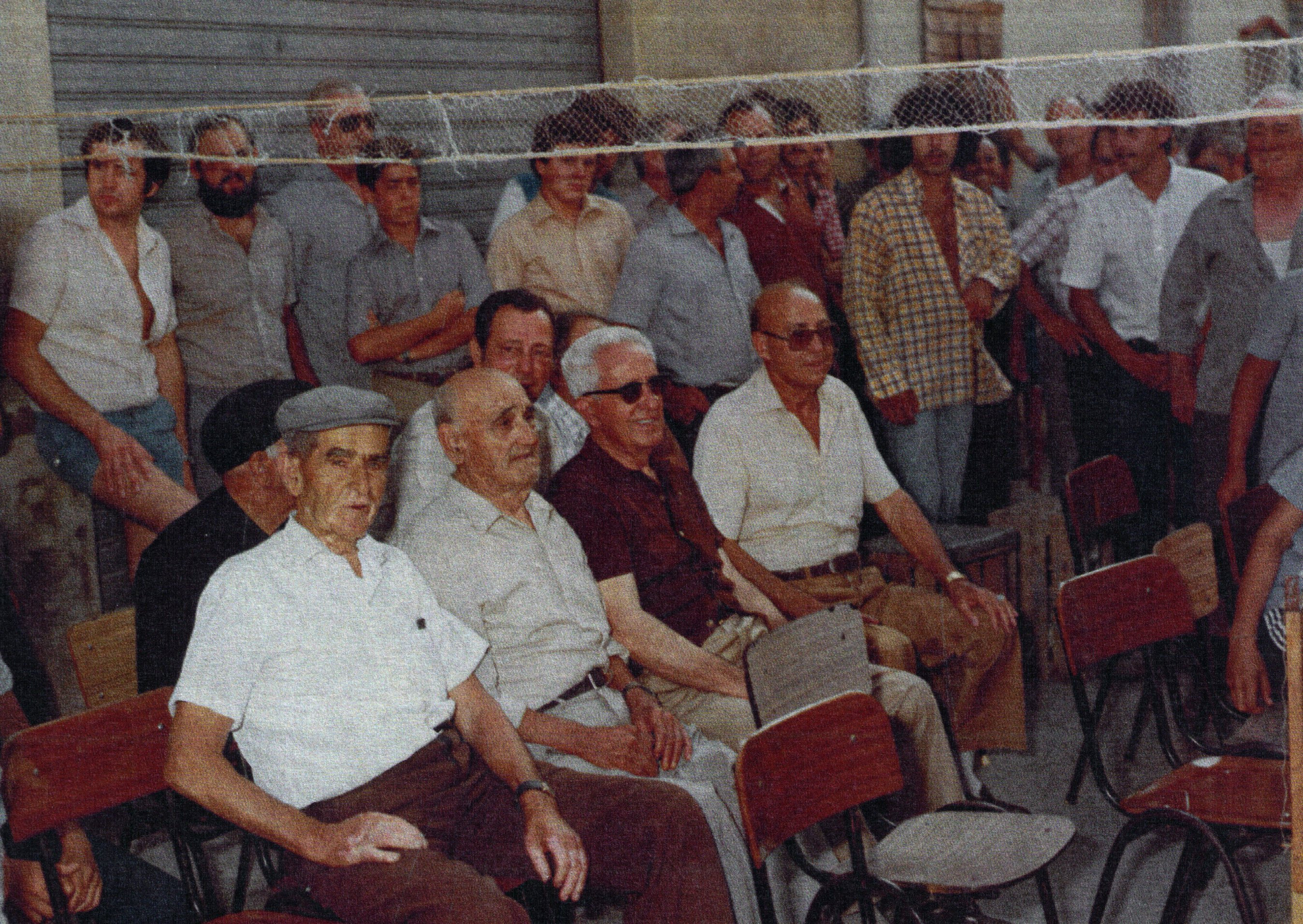
El dia de l'homenatge, baix la corda
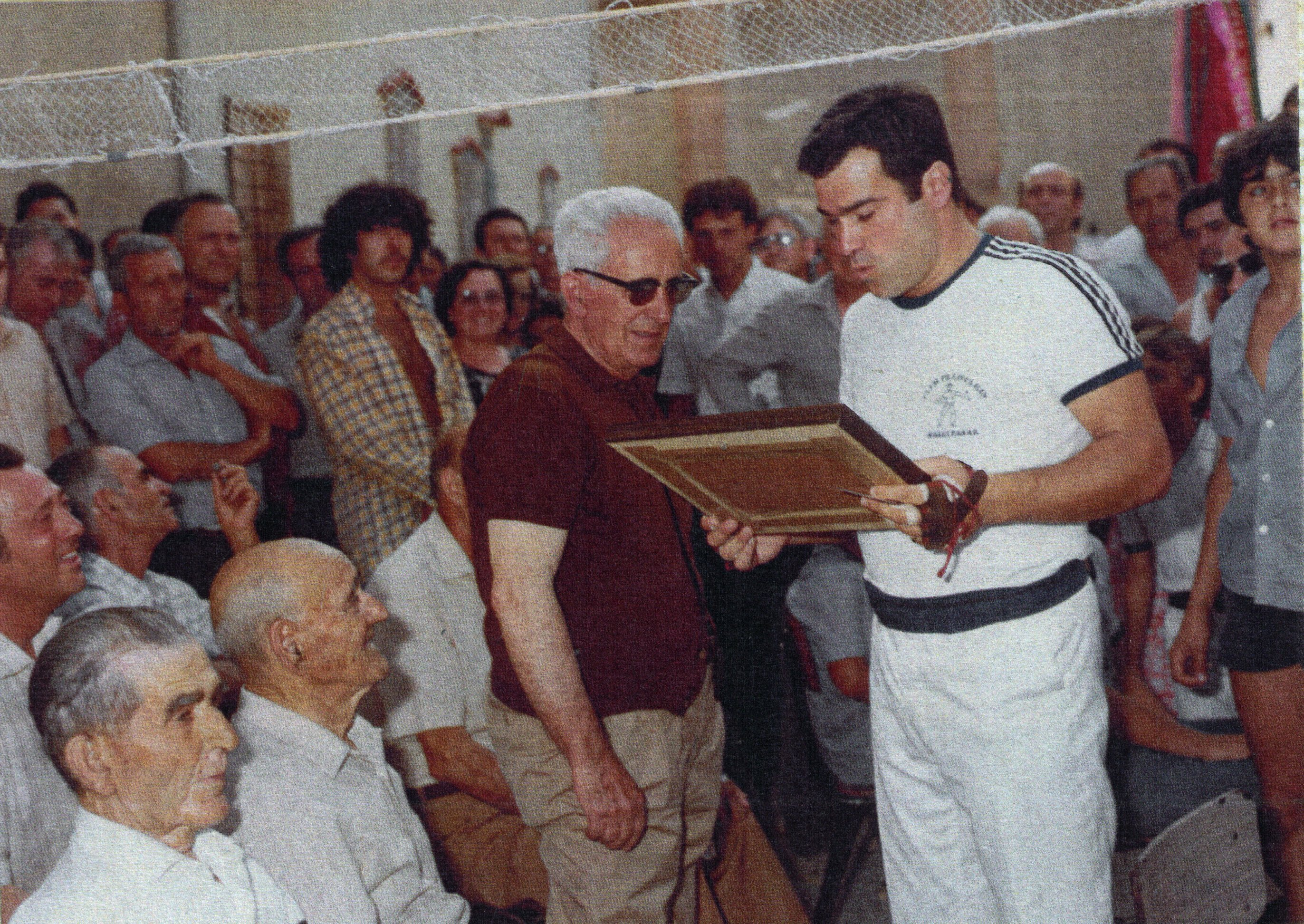
Lliurament del diploma al Mestret
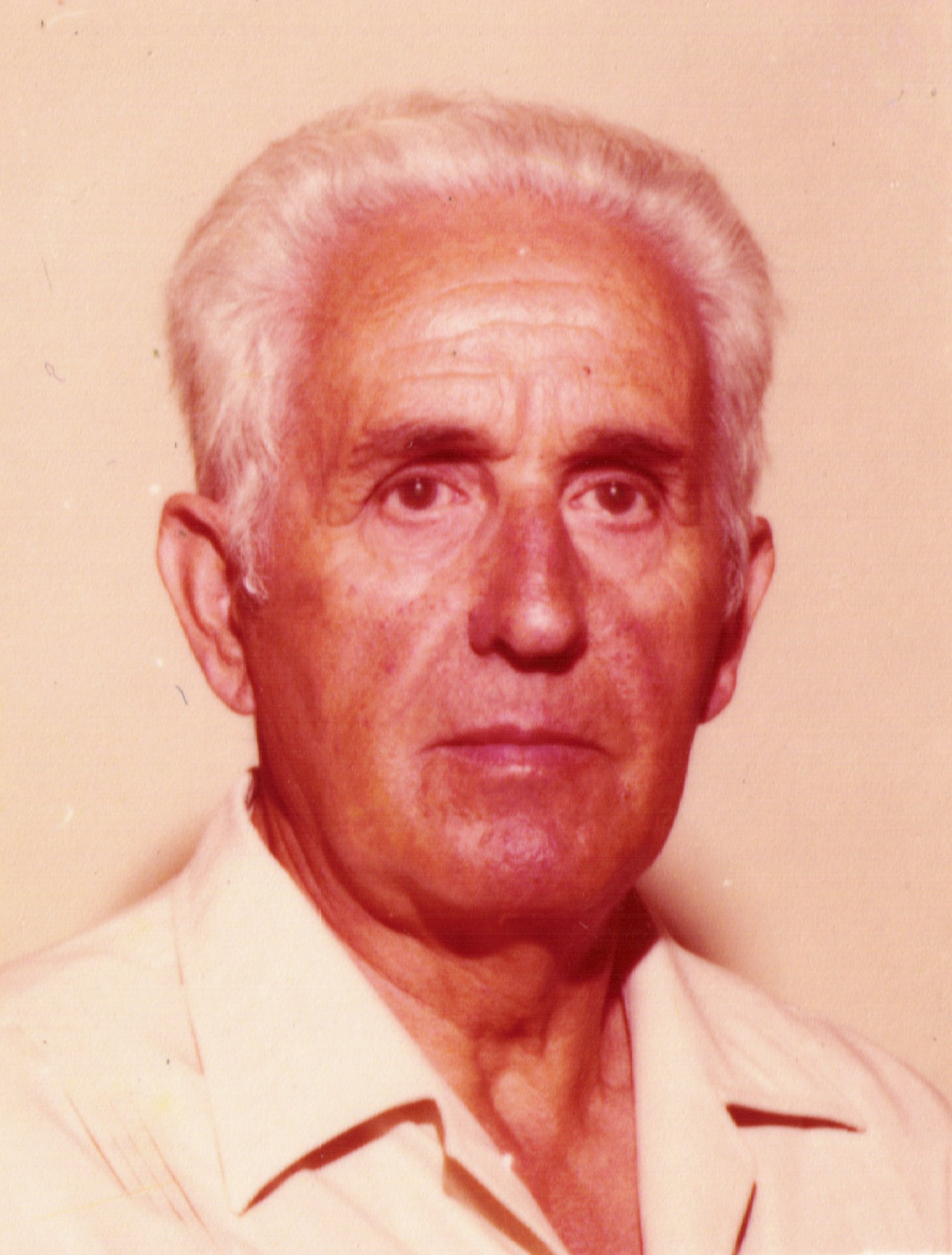
Jaume el Mestret.jpg

El 14 de setembre de 1984 es va fer la Gala de la Pilota Valenciana on el Mestret de Massalfassar junt amb Gualo de Rafelbunyol, representants dels gran jugadors de pilota al carrer de principis del segle xx i considerats per l'afició dos dels més grans jugadors que ha donat la pilota van rebre distincions de reconeixement per part de la Federació de Pilota Valenciana i de la Conselleria de Cultura i Esport.
Una gran persona.
A banda de ser una figura llegendària en el joc de pilota al carrer, el Mestret va destacar per ser una gran persona en el terreny personal i en competició. El Xiquet de Llanera, company de joc del Mestret, afirmà que no es podia fiar de ningú, llevat del Mestret, que segons ell fou la persona més sencera de tots ells.